# Celeirós (Braga)
Celeirós is een plaats (freguesia) in de Portugese gemeente Braga en telt 6 000 Habitantes inwoners (2001).